# Mela rosa dei Monti Sibillini
La Mela rosa dei Monti Sibillini, nota anche come mela rosa marchigiana, appartiene alla varietà di mela domestica della famiglia delle Rosacee.

È un prodotto ortofrutticolo italiano tipico della Comunità montana dei Sibillini e della Comunità montana del Tronto.  Deve il suo nome alla colorazione delle striature rosso-vinose che si sovrappongono al verde intenso e soffuso del frutto ancora acerbo e al profumo di rosa che emanano le infiorescenze a mazzetti fiorali.

## Area autoctona di diffusione
È una mela autoctona dei territori delle provincie di Ascoli Piceno e Macerata, descritta come: «Ecotipo: Assam - R 101, N. Repertorio 25, inserita il 13 ottobre 2005 nell'ambito del Progetto "Recupero, conservazione e valorizzazione del germoplasma Melo nelle Marche", Registrazione CEE 2081/93 Obiettivo 5b». Cresce in ambiente collinare, pedemontano e nelle zone vallive fra i 450 ed i 900 metri d'altitudine.

## Storia

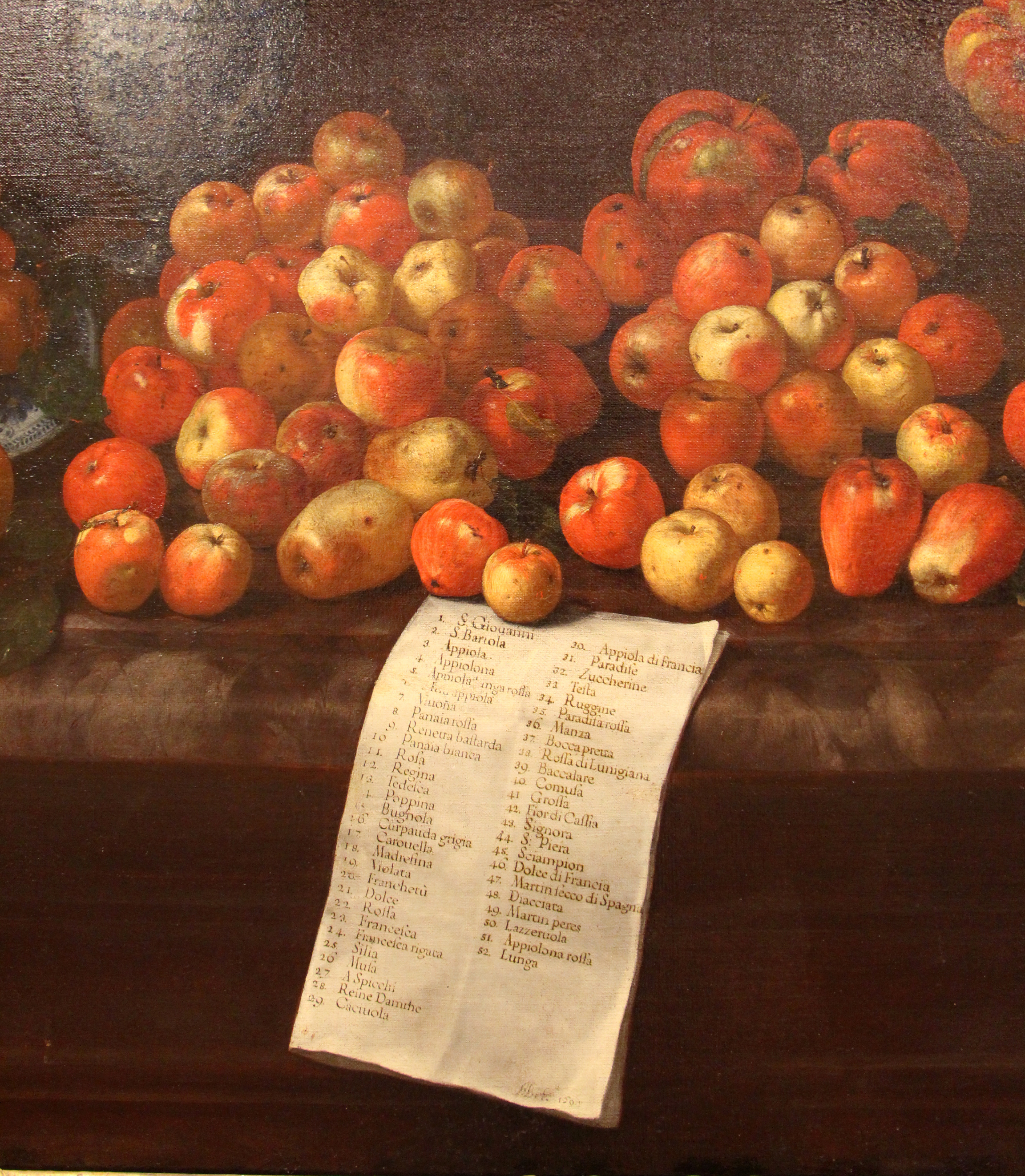
Opera di Bartolomeo Bimbi del 1696. La mela rosa è nominata al n. 11 dell'elenco dipinto dall'artista.

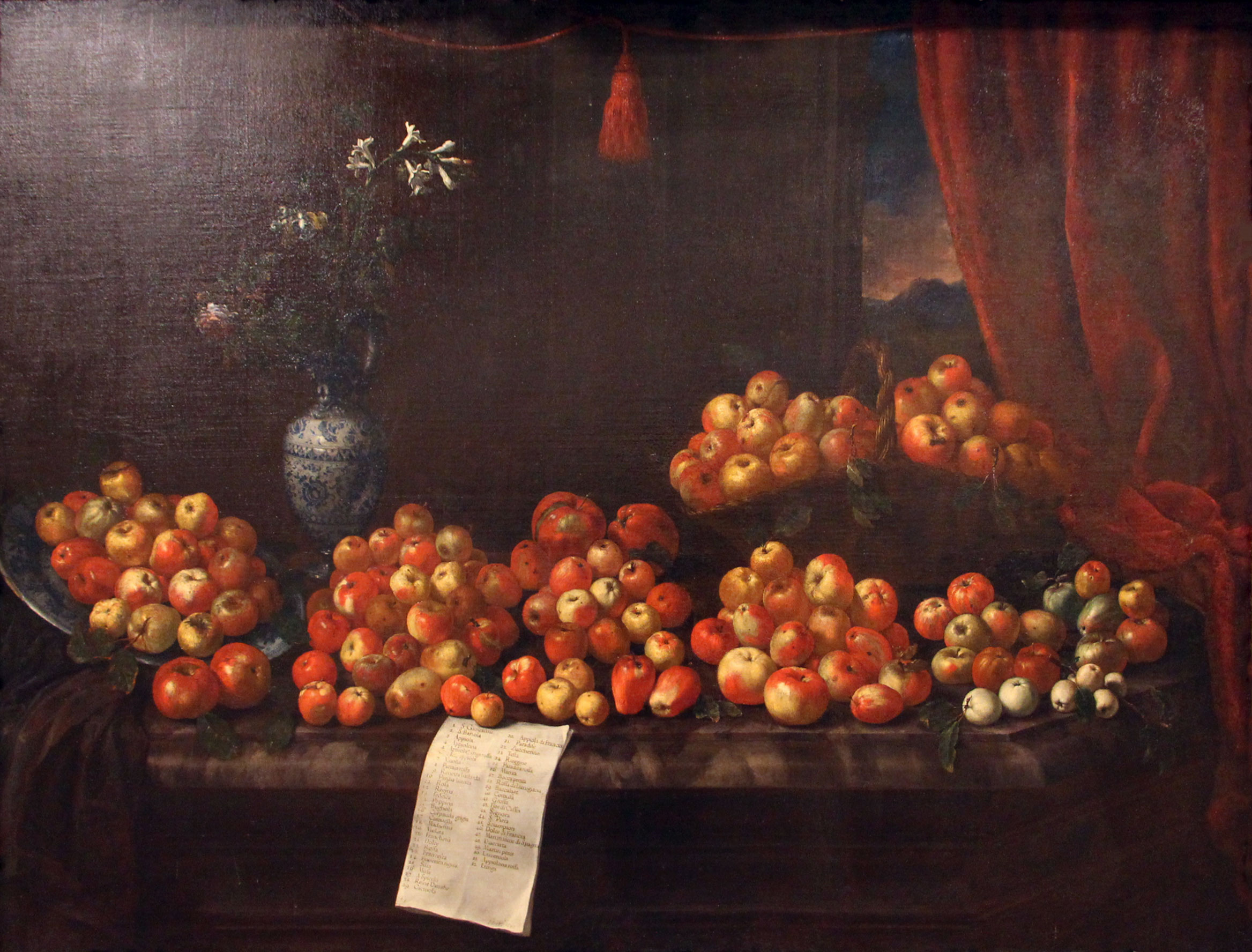
Mele dipinte da Bartolomeo Bimbi, anno 1696. Cornice di Vittorio Crosten.

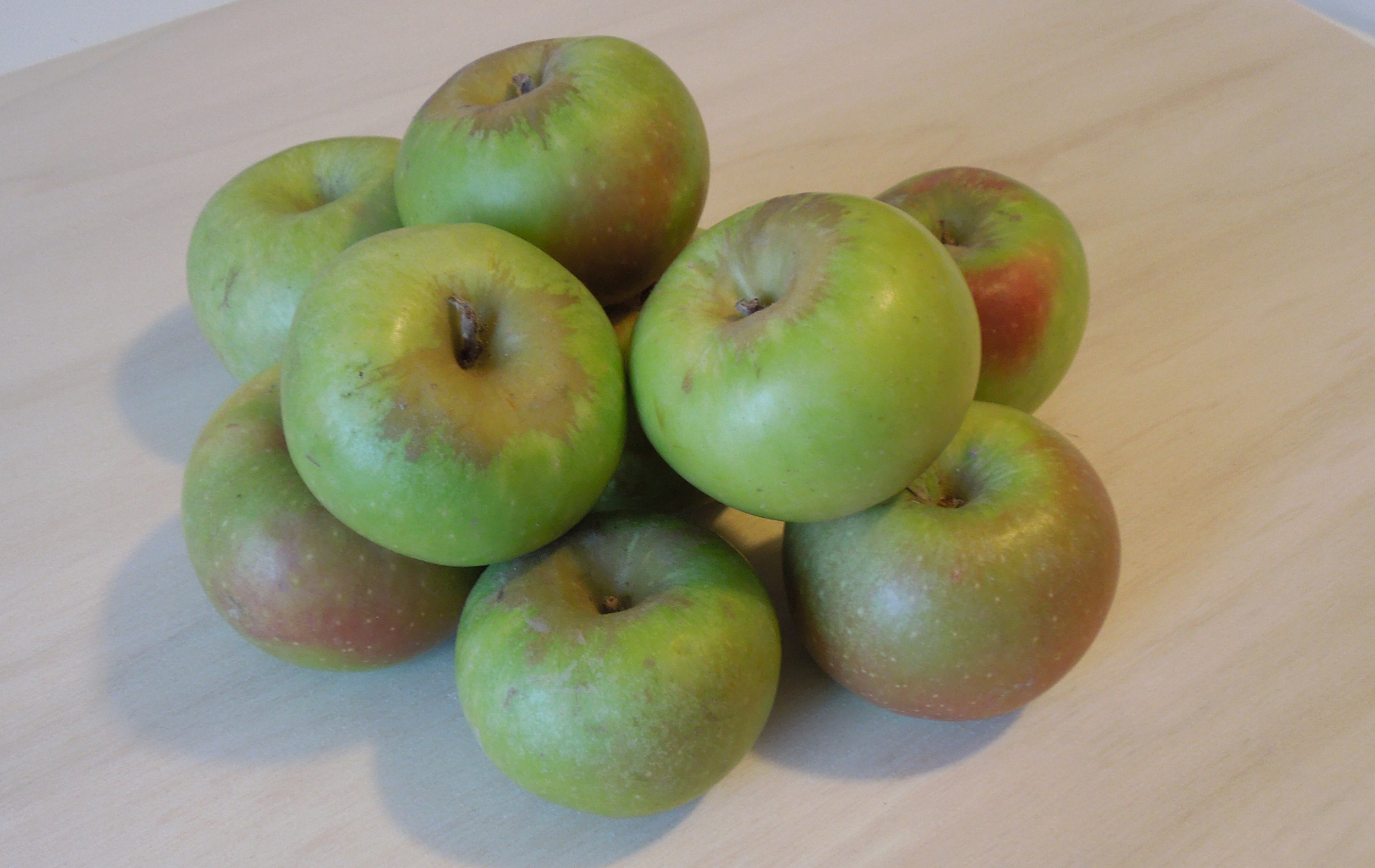
Mele Rosa dei Monti Sibillini, raccolte nel territorio comunale di Arquata del Tronto

Si hanno notizie certe dell'esistenza delle mele rosa dei Sibillini già in epoca romana. Sono menzionate come «uno dei frutti antichi dell'entroterra marchigiano» cui ha dedicato una citazione anche il poeta latino Quinto Orazio Flacco nelle sue Satire. Questi le paragona alle tivolesi e scrive che, sebbene le mele del Piceno siano meno belle, hanno un sapore migliore.
I pomi del Picen, non in sapore.»
(Quinto Orazio Flacco (65 a.C.), Satire oraziane, Libro II, Satira IV, 100)
Più tardi, al tempo della famiglia Medici, tra il XV ed il XVIII secolo, erano note ed in seguito, nel 1649, si trovano citate tra gli argomenti delle attività rurali nell'Italia dell'agronomo Vincenzo Tanara. Fra il XVII ed il XVIII secolo compaiono dipinte ed identificate con cura nelle denominazioni varietali nei temi pittorici di Bartolomeo Bimbi.
È stata da sempre coltivata in modo sparso in orti e piccoli frutteti famigliari nelle zone pedemontane dei Sibillini e destinata, prevalentemente, al fabbisogno domestico perché poteva conservarsi per lunghi periodi. In tempi più lontani si consumava dopo essere stata cotta sotto la brace o nei forni. Era impiegata come ripieno per alcune preparazioni dolciarie e trasformata in mostarda o composta da cucina per accompagnare piatti di carne.

## Descrizione morfologica
La mela rosa nasce da un albero rustico, molto adattabile, resistente al freddo, di medio-elevato vigore, assurgente o espanso, compatto che fruttifica su rami misti. Può essere:
- a franco piede - in questo caso, assume caratteristiche di maggiore vigoria e longevità, ma fruttifica tardivamente,
- innestato - l'albero si mostra con buona vigoria ed una più rapida entrata in produzione.[1]

### La mela
Il frutto è di dimensioni medio-piccole, appiattito, irregolare ed asimmetrico, forma tipica delle cultivar più antiche e tradizionali. Ha la buccia liscia e mediamente spessa, il peduncolo molto corto. Le mele provenienti dalla zona pedemontana del Tronto hanno qualche macchia di rugginosità nella zona peduncolare quale segno di salubrità e dolcezza. La polpa è solitamente poco succosa, di colore bianco translucido, croccante, soda con sapore zuccherino-acidulo.

### Caratteristiche
Una delle sue caratteristiche principali è la forte resistenza alla ticchiolatura, alle fitopatie ed agli insetti parassiti, questo grazie alle peculiarità ed all'altitudine dell'area di coltivazione, ma soprattutto alle qualità genetiche degli ecotipi, frutto della lunga selezione genetica avvenuta nei secoli.
La coltivazione necessita di trattamenti fitoterapici nulli o quasi, e quindi viene considerato un frutto intrinsecamente biologico, riconosciuto dal 2008 come Presidio Slow Food. Poco appariscente da un punto di vista commerciale, la coltivazione era stata quasi del tutto abbandonata. Tuttavia, di recente, grazie ad alcuni alberi superstiti ed alla conservazione degli ecotipi mantenuti dai servizi agroalimentari della Regione Marche è rientrata in produzione.
La raccolta si svolge in autunno, nella prima decade di ottobre e, grazie alla grande serbevolezza, questa mela può essere conservata in fruttai all'aperto fino alla primavera successiva. Per evitare che l'umidità, durante i mesi invernali, potesse corromperla, veniva spesso conservata anche in mezzo alla paglia, per cui è nota anche con il nome di "mela del fienile".

## Sagre ed eventi
In autunno alla varietà di mela sono dedicati due festival nella zona dei Sibillini, uno nel comune di Montedinove e l'altro a Monte San Martino.